# Joensuu
Joensuu (literalmente la desembocadura del río) es una ciudad finlandesa que se encuentra en la región de Karelia del norte, al este del país. Fue fundada en 1848.
En 2022, el municipio tenía una población de 77 521 habitantes, de los que unos sesenta mil vivían en la propia ciudad.
Joensuu es una ciudad universitaria, con más de 15.000 estudiantes en la Universidad de Finlandia Oriental y 4000 más en la Universidad de Ciencias Aplicadas de Karelia. También es sede del Instituto Forestal Europeo, lo que le da un carácter europeo y multicultural.

## Historia

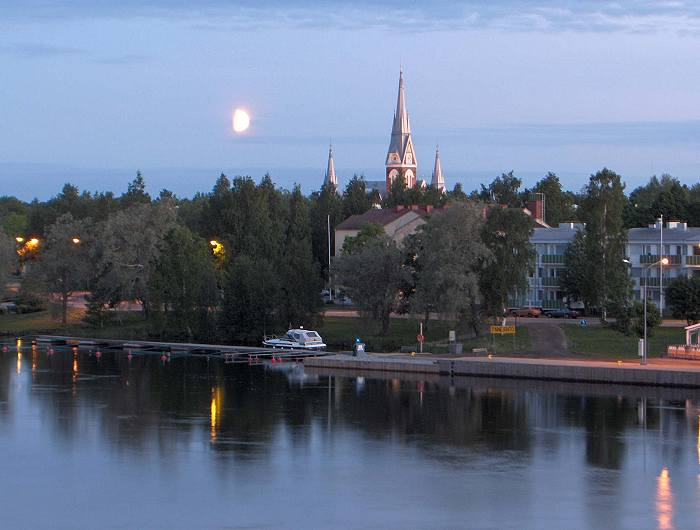
La principal iglesia Luterana de Joensuu conocida por sus afiladas torres, en esta imagen coloreadas por el sol de medianoche teniendo la luna de fondo.

La ciudad de Joensuu, la fundó el Zar Nicolás I de Rusia en 1848, es el centro de la región y la capital de Karelia del Norte. El nombre "Joensuu" significa en finés literalmente "la boca del río". La ciudad de Joensuu fue conocida anteriormente como sitio de mercado. Durante el siglo XIX Joensuu fue ciudad manufacturera y de comercio. Cuando en 1860 la ciudad recibió derechos especiales de comercio y restricciones contra esta industria fueron desmanteladas, los aserraderos locales empezaron a prosperar. 
El comercio a través de las vías fluviales se mejoró con la construcción del Canal Saimaa. Esto avivó el comercio entre las regiones de Karelia del norte, San Petersburgo y Centroeuropa se hizo posible. Al finalizar el siglo XIX Joensuu era una de las mayores ciudades portuarias de Finlandia.
A lo largo de los siglos los comerciantes de Karelia han viajado a través del río Pielisjoki. El río es actualmente el corazón vivo de la ciudad. Los canales que fueron completados a finales de 1870, incrementaron el tráfico fluvial. Miles de gabarras, y barcos madereros surcaron el río durante la época dorada del tráfico fluvial. El río Pielisjoki ha sido también una buena vía para el transporte de los troncos de árboles que alimentan sus aserraderos y nutren la industria de los derivados de la madera. 
Durante las últimas décadas, la una vez pequeña ciudad agrícola se ha desarrollado hasta ser el centro vital de la provincia. Su designación como capital de la provincia de Karelia, y las inversiones en educación han sido los hechos más determinantes de su desarrollo. La Universidad de Finlandia Oriental tiene un campus en Joensuu. La universidad fue fundada en 2010 tras la fusión de la Universidad de Joensuu y la de Kuopio. El campus de Joensuu cuenta con unos 15000 estudiantes. La universidad es uno de los secretos de la vitalidad de Joensuu y de toda Carelia del Norte. Diversificando la cooperación internacional en ciencia, industria y comercio, con beneficios para toda la región. 
Su proximidad a la frontera del este, ha sido uno de los factores determinantes en la historia de la ciudad. La República de Karelia fue una importante zona para la cooperación con las regiones próximas de la vecina Rusia. Las compañías exportadoras de Joensuu continúan las tradiciones de comercio exterior del siglo XIX. La ciudad en sí misma brinda numerosas posibilidades para toda clase de actividades. Un nivel de actividades culturales alto y una naturaleza limpia y cuidada, incrementan los atractivos de la ciudad. 
Joensuu es conocida como la 'Capital Forestal de Europa', primordialmente por ser la sede del Instituto Forestal Europeo, además de los recursos forestales de la región, y de las inversiones en investigaciones forestales y apoyos educativos en este campo. Aquí se encuentra también el Jardín Botánico de la Universidad de Joensuu que se encuentra en plena expansión.
En 2005 aumentó el término municipal al incorporar a su territorio los vecinos municipios de Kiihtelysvaara y Tuupovaara, a los que se sumaron en 2009 Eno y Pyhäselkä.

## Economía

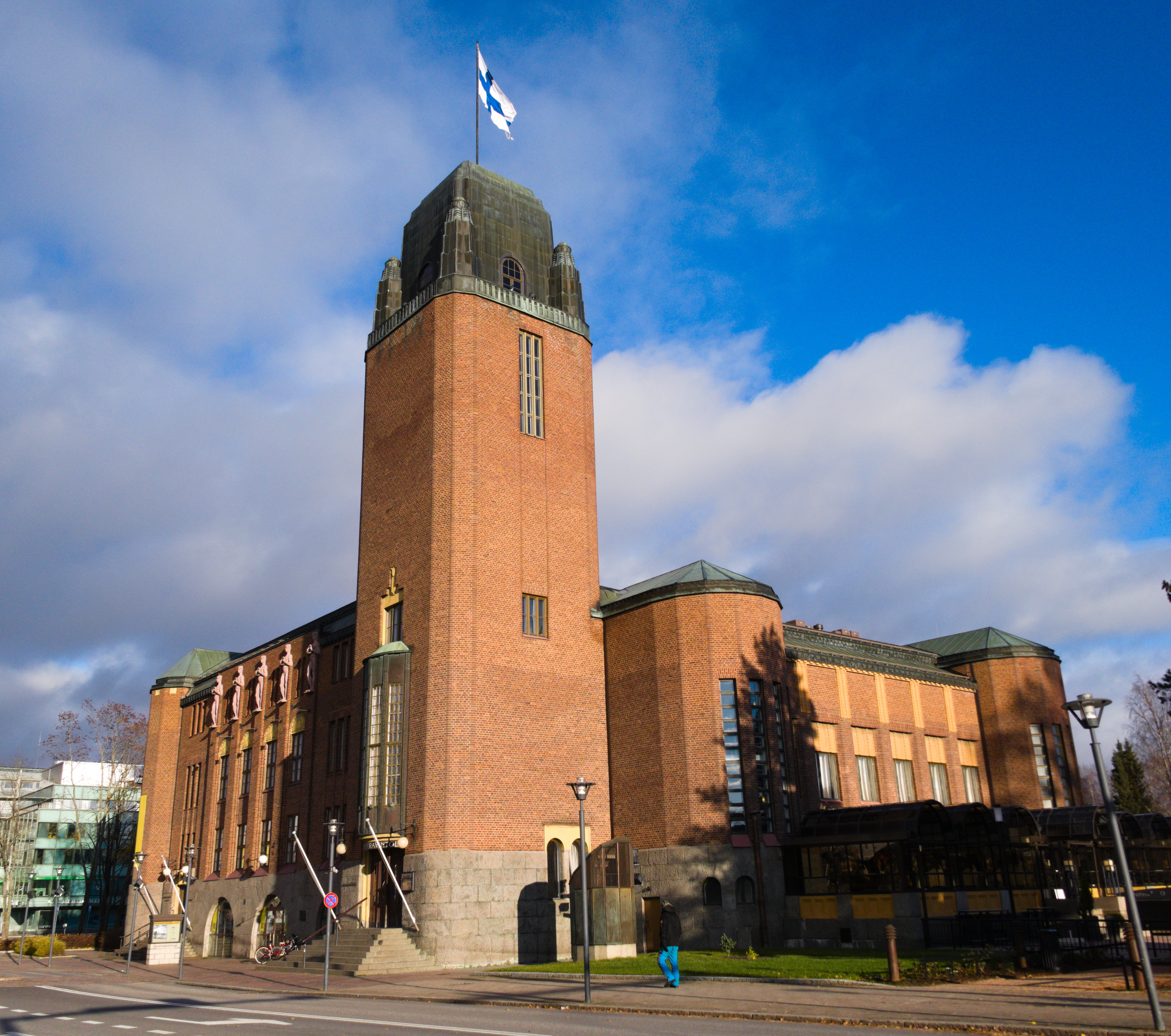
Ayuntamiento de Joensuu.

Joensuu es una ciudad universitaria muy activa con unos 15000 estudiantes en la Universidad de Joensuu y 3500 en el Politécnico de Karelia del Norte.
El mayor suministrador de empleo de la zona de la ciudad de Joensuu, es el hospital de distrito de la federación de municipios de Karelia del Norte, Abloy y UPM-Kymmene. Una de las empresas más grandes de la ciudad Perlos cerro sus actividades en Joensuu en el 2007 que causó la despedida casi de mil personas.
El Instituto Europeo de los bosques, la Universidad y otras instituciones y empresas de exportación tales como Abloy y Timberjack le dan a Joensuu un aspecto internacional.

## Estadísticas
- Tasa de desempleo (a la fecha de 28 de marzo de 2002): 17,5%
- Tasa de espacio por habitante: 81,9 m²
- Tasa de impuesto: 19,5 %
- Aeropuerto más cercano con servicio regular de vuelos: aeropuerto de Joensuu Liperi a 11 km.
- Puerto interior más próximo: Joensuu

## Deportes
La ciudad es conocida por su club de baloncesto Kataja, que juega en la liga finlandesa de primer nivel Korisliiga. Otros clubes de nivel de campeonato de Joensuu incluye Josba (floorball), Mutalan Riento (voleibol), el líder mundial club de orientación Kalevan Rasti (orientación) y Joensuun Prihat (voleibol femenino). El equipo de hockey sobre hielo juega Jokipojat en la segunda división de la liga Mestis de Finlandia, y su arena casera es la Mehtimäki Ice Hall. El club de fútbol local Jippo juega en la Primera División de Finlandia. Béisbol finlandés goza de popularidad, así y el equipo local, Joensuun Maila, juega en la primera división Superpesis. 
Joensuu ha producido muchos atletas de clase mundial, incluyendo Jukka Keskisalo, el campeón de Europa en 2006 en San 3000 m, y Aki Parviainen, el campeón del mundo de lanzamiento de jabalina en 1999. 
Joensuu es el hogar de la biatleta Kaisa Mäkäräinen, quien ganó el título general de la Copa del Mundo en las temporadas 2010-11, 2013-14 y 2017-18 de la Copa del Mundo de biatlón.

## Distancias
Distancias a otras ciudades finlandesas:
| Ciudad       | Distancia | Dirección |
| ------------ | --------- | --------- |
| Helsinki     | 437 km    | SO        |
| Jyväskylä    | 245 km    | O         |
| Kuopio       | 136 km    | NO        |
| Lappeenranta | 235 km    | SO        |
| Oulu         | 393 km    | NO        |
| Savonlinna   | 133 km    | SO        |
| Tampere      | 393 km    | SO        |
| Turku        | 542 km    | SO        |
| Vaasa        | 492 km    | O         |

## Ciudades hermanadas
- Linköping, Suecia
- Ísafjarðarbær, Islandia
- Tønsberg, Noruega
- Petrozavodsk, Rusia
- Sortavala, Rusia
- Suoyarvi, Rusia
- Hof, Alemania
- Vilna, Lituania